# 조반 쾌속선
조반 쾌속선(일본어: 常磐快速線 조반 카이소쿠센[*])은 일본 도쿄도 미나토구의 시나가와역과 이바라키현 도리데시의 도리데역 간을 잇는 운행 계통으로, 노선 상으로는 조반선의 복복선 구간인 도쿄도 아다치구의 기타센주역에서 도리데역 간의 거리를 가리킨다. 일반적으로 조반 쾌속선은 복복선 구간을 포함하여 운행되는 운행 계통 상의 개념을 가리키며, 여객 안내 상으로는 "조반선 쾌속"(일본어: 常磐線（快速） 조반센 카이소쿠[*])으로 표기되는 경우가 많다.

## 개요

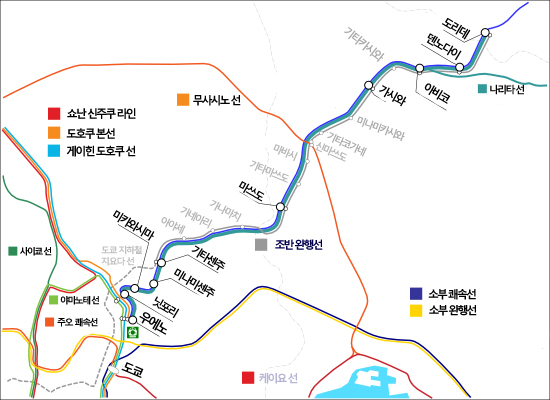
조반 쾌속선 구간의 노선도

동일본 여객철도의 도쿄 전차 특정 구간 내의 운행 계통 중 하나로, 도쿄 도심에서 베드타운인 지바현 북부를 경유하여 이바라키현 남단의 도리데시까지를 잇고 있다. 일본국유철도 시대, 통근객의 증대에 따른 통근 5방면 작전(일본어: 通勤五方面作戦 쓰킨 고호멘 사쿠센[*])의 일환으로 기타센주역 ~ 도리데역 간의 복복선화가 이루어지면서 완행과 급행이 분리되었다. 이후 각역정차 열차가 달리는 노선은 조반 완행선, 당시 새로 신설된 쾌속 열차가 달리게 된 노선은 조반 쾌속선으로 부르게 되었다.
모든 여객역에 승강장이 설치되어있는 완행선과는 달리 조반 쾌속선은 일부 역에만 승강장이 설치되어 있어, 완행선과는 달리 속달 운전의 역할을 담당하고 있다. 덧붙여 완행선과는 시간표, 보안장치, 차량 등이 모두 사뭇 다르기 때문에 별도의 노선으로 취급되고 있다. 따라서 차량의 행선막이나 종별 표시기에 별도로 "쾌속"임을 표시하지는 않는다.
쾌속선의 운행 계통은 두 개로 나뉘어 있는데 하나는 우에노 ~ 도리데 간의 쾌속 열차이며, 다른 하나는 쾌속선을 이용하여 도리데 이북 구간에서 시종착하는 중거리 열차이다. 2008년도에 측정한 출퇴근 시간대 마쓰도 → 기타센주 간의 운송량은 쾌속 열차가 34,990명, 도리데 이북에서 시발한 중거리 열차가 32,720명으로 합계 67,710명을 수송했다. 같은 시간대, 같은 구간의 승차율은 쾌속 열차라 175%, 중거리 열차가 181%로, 양쪽의 평균은 178%였다. 이 수치는 "다른 승객들과 몸이 서로 맞닿아 있지만, 신문은 읽을 수 있는 정도"인 180%에 가까운 수치였다.

## 운행 형태
| 시나가와               | ● | ●  |
| 신바시                 | ● | ●  |
| 도쿄                   | ● | ●  |
| 우에노                 | ● | ●  |
| 닛포리                 | ● | ●  |
| 미카와시마             | ● | ｜ |
| 미나미센주             | ● | ｜ |
| 기타센주               | ● | ●  |
| 마쓰도                 | ● | ●  |
| 가시와                 | ● | ●  |
| 아비코                 | ● | ｜ |
| 덴노다이               | ● | ｜ |
| 도리데                 | ● | ●  |
| 범례 - 특쾌 = 특별쾌속 |   |    |

조반 쾌속선에서 운행되는 열차 중 특급 이외의 열차로는 크게 나누어 우에노 ~ 도리데 간의 전차 특정 구간을 운행하는 쾌속 열차와, 도리데 이북까지 운행하는 중거리 열차(보통 및 쾌속)의 두 계통이 있다. 지금은 특별쾌속을 제외하고는 두 계통의 정차역이 모두 통일되어 있지만 사용 차량은 서로 다르다. 쾌속 열차는 초록색(■)과 황록색(■)의 띠를 도색으로 하고 있으며 그린차가 존재하지 않지만, 중거리 열차는 남청색(■) 띠를 도색으로 하고 있으며 그린차가 딸려 있다. 또한 쾌속 열차는 직류 전용 전동차를, 중거리 열차는 도리데 이북의 교류 구간 운행을 위해 교직 겸용 전동차를 사용한다.
우에노역 ~ 도리데역 간의 쾌속 열차 소요 시간은 보통 약 40분 정도이다. 각역 정차의 운행 구간과 겹치기 때문에 하루 종일 쾌속 운전이 이루어지므로 새벽과 심야 시간대에도 소요 시간은 낮 시간대와 차이가 없다.

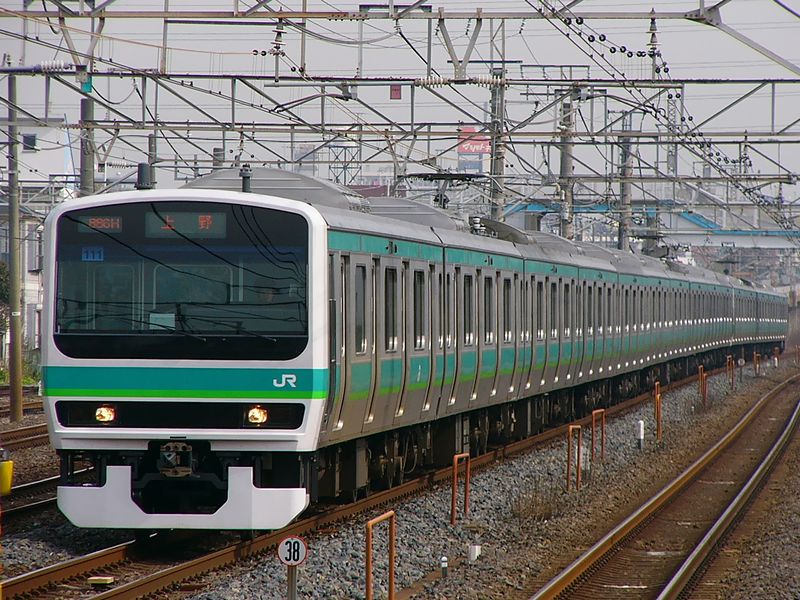
E231계 쾌속 열차
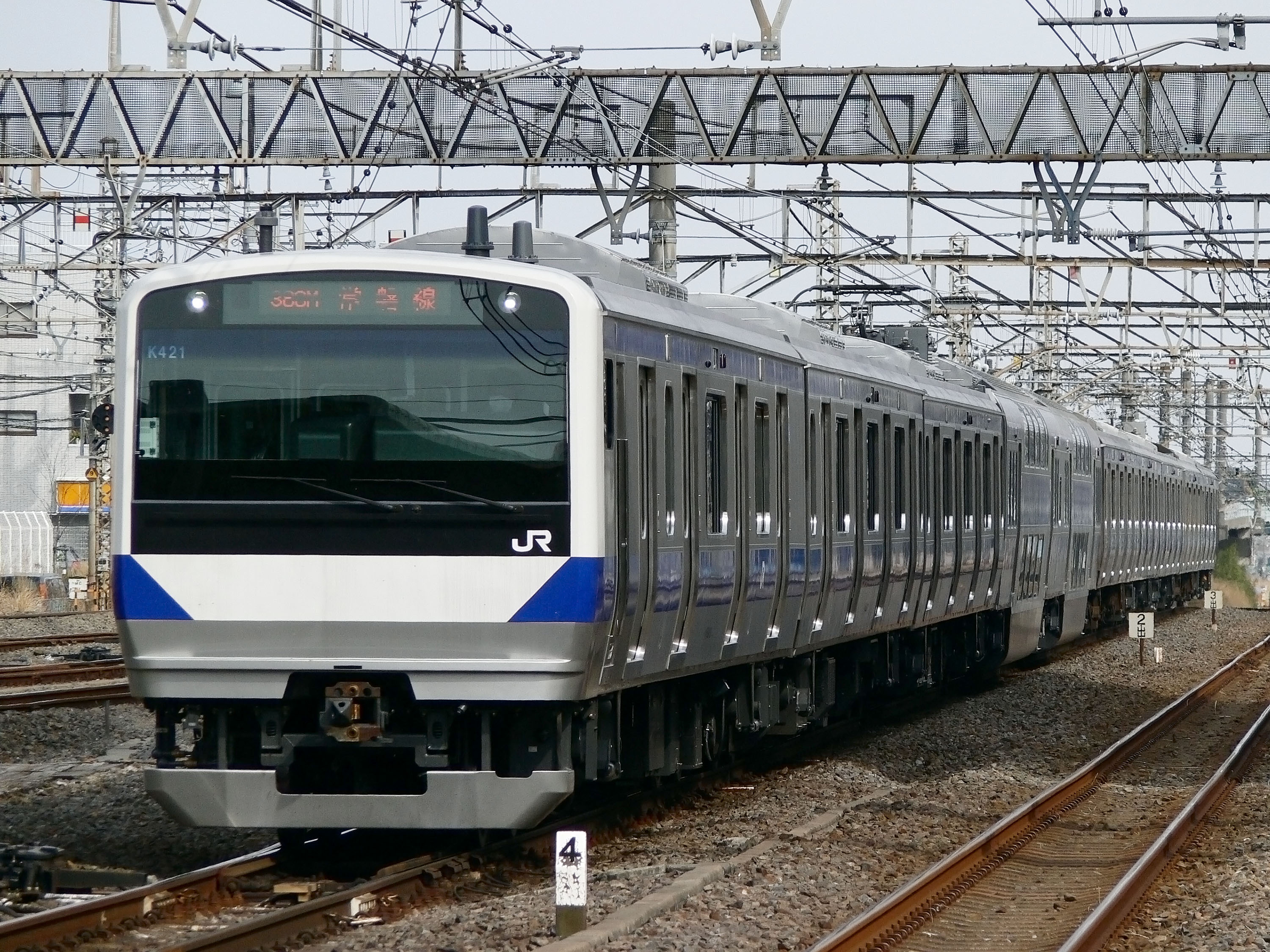
E531계 중거리 열차

### 쾌속
쾌속(일본어: 快速電車 카이소쿠 덴샤[*])은 도리데 이남의 전차 특정 구간 내를 달리는 근거리 열차로, 예전의 국철(일본어: 国電 코쿠덴[*])이자 E전철(일본어: E電 이덴[*])이다. 조반선의 복복선화에 따라, 우에노역 ~ 도리데역 간을 운전하고 있던 각역정차 열차가 분리되면서 모두 도쿄 지하철 지요다 선과 직결 운행하게 됨에 따라 같은 구간의 승객들을 위해 신설된 종별이다. 정차역은 1972년 10월 20일 가시와역에 추가 정차하게 된 이후 변경되지 않았다. 도중역에서 시종착하는 열차로는 마쓰도역과 아비코역에서 출발하는 열차가 있으며 모두 우에노까지 운행한다. 일부 열차는 아비코역에서 나리타선의 아비코 지선으로 입선하여 나리타역까지 직통 운전하고 있다. 나리타선으로의 직통 운전은 한때 아침과 저녁 때에만 이루어졌다가, 2006년 3월 18일 시간표 개정 이후 낮 시간대에도 직통 운전이 이루어지게 되었다. 일부 나리타 행은 아비코역에서 각역정차 열차와, 또는 마쓰도역에서 시발하는 쾌속 도리데 행 열차와 환승이 가능하다. 거꾸로 도리데역·덴노다이역에서 각역정차로 아비코역에 도착한 후, 도리데에서 먼저 출발한 쾌속보다 빠르게 나리타선으로 가는 쾌속 열차로 환승할 수 있다.
낮 시간대(오전 11시 ~ 오후 2시)의 우에노 시발 열차는 매시 2분, 22분(모두 도리데 행), 42분(나리타 행)의 형태로 통일되어 운행한다. 도리데 시발 열차는 매시 3분, 28분이며, 그 밖에 나리타선에서 온 열차가 48분에 도리데역을 출발한다. 연말연시 특별 시간표가 설정되어 있지 않아 밤새 운전하지 않으며, 조반 완행선만 아비코 시발 열차가 밤새 운전한다.
담당 승무구는 동일본 여객철도 마쓰도 차량 센터의 마쓰도 운전구·차장구로, 마쓰도역 및 아비코역에서 승무 교대가 이루어진다.

### 중거리 열차
중거리 열차(일본어: 中距離列車 추쿄리 렛샤[*])는 우에노에서 시발, 조반 쾌속선을 경유하여 도리데 이북 구간까지 운행하는 열차들을 가리킨다. '보통'과 '특별쾌속'의 두 종별이 있다. 보통 열차는 쾌속 열차와 정차역이 같기 때문에 조반 쾌속선 안에서는 "쾌속 열차"로 안내된다. 중거리 열차의 시종착역은 막차와 새벽의 하행 아비코 종착 열차 1편을 제외하고 모두 우에노 시종착이며, 상행 막차는 바로 다음의 쾌속 열차 우에노 행과 접속된다. 또한 마쓰도 역에서 기타센주 행 각역정차 막차와도 환승할 수 있다.
한편, 2005년 7월 9일부터 낮 시간대에 특별쾌속(일본어: 特別快速 토쿠베츠 카이소쿠[*])이 1시간 간격으로 새로 설정되었다. 설정 당시에는 하루 5.5왕복이었으며, 2006년 3월 18일 이후 6편으로 늘어났다. 표준 소요 시간은 우에노 ~ 쓰치우라 간 55분이며, 우에노 ~ 마쓰도 간은 15분, 가시와까지는 23분, 도리데까지는 31분이 걸린다.
매년 8월에는 히타치나카시의 국영 히타치 해안 공원에서 개최되는 ROCK IN JAPAN FESTIVAL에 대비한 임시 쾌속 열차가 운행되며, 정차역은 도리데, 아비코, 가시와, 마쓰도, 기타센주, 닛포리, 우에노이다.
낮 시간대(오전 11시 ~ 오후 2시)의 우에노 시발 열차는 매시 10분(특별쾌속), 12분, 32분, 52분에 있으며 도리데 시발 열차는 매시 16분, 25분(특별쾌속), 40분, 55분에 있다. 특별 쾌속은 오전 10시 ~ 오후 3시 사이에만 운행된다.
담당 승무구는 우에노 전차구·차장구, 쓰치우라 운수구, 미토 운수구, 가쓰타 운수구이다.

### 특급
특급 히타치(일본어: ひたち 히타치[*], Hitachi)와 토키와(일본어: ときわ 토키와[*], Tokiwa)도 쾌속선을 이용한다.

### 화물 열차
일본화물철도의 화물열차도 쾌속선을 이용하고 있다.

## 차량
- 동일본 여객철도 E231계 전동차 시나가와~도리데까지만 운행
- 동일본 여객철도 E531계 전동차 시나가와~도모베(미토선 직통)~미토~이와키~하라노마치까지만
- 동일본 여객철도 E657계 전동차

### 과거에 사용했던 차량
- 일본국유철도 103계 전동차
- 일본국유철도 403계 전동차
- 일본국유철도 415계 전동차
- 동일본 여객철도 E501계 전동차
- 일본국유철도 485계 전동차
- 동일본 여객철도 651계 전동차
- 동일본 여객철도 E653계 전동차

## 역 목록
| 노 선             | 역 번호     | 역명       | 일어 역명 | 특 쾌 | 도 특 | 히 특 | 접속 노선 | 역간 거리 | 누적 거리 | 소재지         | 소재지     |
| ----------------- | ----------- | ---------- | --------- | ----- | ----- | ----- | --- | --------- | --------- | -------------- | ---------- |
| 도 카 이 도 본 선 | JT 03       | 시나가와   | 品川      | ●     | ●     | ●     | 도카이도 신칸센, 야마노테 선 (JY 25), 게이힌 도호쿠 선 (JK 20), 도카이도 선 (JT 03), 요코스카 선 (JO 17), 게이힌 급행 전철 본선 (KK 01) | 0.0       | 0.0       | 도 쿄 도       | 미나토구   |
| 도 카 이 도 본 선 | JT 02       | 신바시     | 新橋      | ●     | │     | │     | 야마노테 선 (JY 29), 게이힌 도호쿠 선 (JK 24), 도카이도 선 (JT 02), 요코스카 선 (JO 18), 유리카모메 도쿄 임해 신교통 임해선 (U-01), 도쿄 지하철 긴자 선 (G-08), 도쿄 도 교통국 지하철 아사쿠사 선 (A-10) | 4.9       | 4.9       | 도 쿄 도       | 미나토구   |
| 도 카 이 도 본 선 | JT 01 JU 01 | 도쿄       | 東京      | ●     | ●     | ●     | 도카이도 신칸센, 도호쿠 신칸센, 조에쓰 신칸센, 호쿠리쿠 신칸센, 야마가타 신칸센, 아키타 신칸센 야마노테 선 (JY 01), 게이힌 도호쿠 선 (JK 26), 주오 쾌속선 (JC 01), 도카이도 선 (JT 01), 소부 쾌속선 · 요코스카 선 (JO 19), 게이요 선 (JE 01), 도쿄 지하철 마루노우치 선 (M-17), 도쿄 지하철 도자이 선 (오테마치역, T-09), 도쿄 지하철 지요다 선 (니주바시마에 역, C-10) | 1.9       | 6.8       | 도 쿄 도       | 지요다구   |
| 도 호 쿠 본 선    | JU 02 JJ 01 | 우에노     | 上野      | ●     | ●     | ●     | 도호쿠 신칸센, 조에쓰 신칸센, 호쿠리쿠 신칸센, 야마가타 신칸센, 아키타 신칸센, 야마노테 선 (JY 05), 게이힌 도호쿠 선 (JK 30), 우쓰노미야 선 · 다카사키 선 (JU 02), 도쿄 지하철 긴자 선 (G-16), 도쿄 지하철 히비야 선 (H-17), 게이세이 전철 본선 (게이세이우에노 역, KS 01)                                                                                              | 3.6       | 10.4      | 도 쿄 도       | 다이토구   |
| 도 호 쿠 본 선    | JJ 02       | 닛포리     | 日暮里    | ●     | ▲     | │     | 야마노테 선 (JY 07), 게이힌 도호쿠 선 (JK 32), 게이세이 전철 본선 (KS 02) 도쿄 도 교통국 신교통 닛포리 · 도네리 라이너 (NT 01) | 2.2       | 12.6      | 도 쿄 도       | 아라카와구 |
| 조 반 선          | JJ 03       | 미카와시마 | 三河島    | │     | │     | │     | | 1.2       | 13.8      | 도 쿄 도       | 아라카와구 |
| 조 반 선          | JJ 04       | 미나미센주 | 南千住    | │     | │     | │     | 도쿄 지하철 히비야 선 (H-20), 수도권 신도시 철도 쓰쿠바 익스프레스 (TX 04) | 2.2       | 16.0      | 도 쿄 도       | 아라카와구 |
| 조 반 선          | JJ 05       | 기타센주   | 北千住    | ●     | │     | │     | 도쿄 지하철 히비야 선 (H-21), 도쿄 지하철 지요다 선 (C-18), 도부 철도 이세사키 선 (TS-09) 수도권 신도시 철도 쓰쿠바 익스프레스 (TX 05) | 1.8       | 17.8      | 도 쿄 도       | 아다치구   |
| 조 반 선          | JJ 06       | 마쓰도     | 松戸      | ●     | │     | │     | 조반 완행선 (JL 22), 신케이세이 전철 신케이세이 선 (SL 01) | 10.5      | 28.3      | 지 바 현       | 마쓰도시   |
| 조 반 선          | JJ 07       | 가시와     | 柏        | ●     | ▲     | │     | 조반 완행선 (JL 28), 도부 철도 노다 선 (TD-24) | 11.2      | 39.5      | 지 바 현       | 가시와시   |
| 조 반 선          | JJ 08       | 아비코     | 我孫子    | │     | │     | │     | 조반 완행선 (JL 30), ■ 나리타선 (직결 운행) | 4.4       | 43.9      | 지 바 현       | 아비코시   |
| 조 반 선          | JJ 09       | 덴노다이   | 天王台    | │     | │     | │     | 조반 완행선 (JL 31) | 2.7       | 46.6      | 지 바 현       | 아비코시   |
| 조 반 선          | JJ 10       | 도리데     | 取手      | ●     | │     | │     | 조반 완행선 (JL 32), ■ 조반선 (직결 운행) | 3.4       | 50.0      | 이 바 라 키 현 | 도리데시   |

- 특쾌 : 특별쾌속 정차역
- 도특 : 특급 도키와 정차역
- 히특 : 특급 히타치 정차역

## 같이 보기
- 조반선
  - 조반 완행선
- 수도권 신도시 철도 쓰쿠바 익스프레스